# 1283년

## 연호
- 원(元) 지원(至元) 20년
- 일본(日本) 고안(弘安) 6년
- 쩐 왕조(陳朝) 티에우바오(紹寶) 5년

## 기년
- 원(元) 세조(世祖) 24년
- 고려(高麗) 충렬왕(忠烈王) 9년
- 쩐 왕조(陳朝) 인종(仁宗) 5년